# Mahoula
Mahoula ou Mohoula est un village du Cameroun situé dans la région de l'Extrême-Nord à environ 8 km de la ville de Mora et à 851 km de Yaoundé la capitale. 

## Situation administrative
Situé dans le canton de Djounde, Mahoula sur le plan administratif dépend de la commune de Mora, du département du Mayo-Sava et de la région de l'Extrême-Nord. 

## Population
En 1966/1967 la population de Mahoula était estimée à 618 habitants. Le recensement de 2005 dénombre 1 668 habitants.